# Qui pourra bloquer un torrent ?
Pour plus de détails, voir Fiche technique et Distribution.
Qui pourra bloquer un torrent ? (흐르는 강물을 어찌 막으랴, Heureuneun gangmuleul eojji makeorya) est un film sud-coréen réalisé par Im Kwon-taek, sorti en 1986.

## Synopsis
Alors que le roi Yeonsangun doit abdiquer, la famille Choi emménage chez la famille Yoon. Ji-gyeong, le fils des Choi, doit faire l'objet d'un mariage arrangé avec la princesse Yeon-seong, mais celui-ci est amoureux de la fille des Yoon, Yeon-hwa. Le roi découvre cette liaison et force le père Ji-gyeong, Choi Cham-pan, au suicide.

## Fiche technique
- Titre : Qui pourra bloquer un torrent ?
- Titre original : 흐르는 강물을 어찌 막으랴 (Heureuneun gangmuleul eojji makeorya)
- Réalisation : Im Kwon-taek
- Scénario : Chung Lim
- Musique : Kim Jeong-kil
- Photographie : Seo Jeong-min
- Montage : Kim Hui-su
- Production : Jung Jin-woo
- Société de production : Woo-jin Films
- Pays :  Corée du Sud
- Genre : Drame, romance et historique
- Durée : 120 minutes
- Dates de sortie : 
  -  Corée du Sud : 3 mai 1986

## Distribution
- Han Yeong-su
- Jo Yong-won : Yoon Yeon-hwa
- Yun Yang-ha
- Jeon Moo-song
- Kim Kil-ho

## Accueil
Le critique Tadao Satō a qualifié le film de « très beau drame d'époque, plaisant esthétiquement et parfois haletant ».